# 긴꼬리밭쥐
긴꼬리밭쥐 또는 샌버너디노긴꼬리밭쥐(Microtus longicaudus)는 밭쥐속에 속하는 설치류의 일종이다. 북아메리카 서부 지역에서 발견되는 작은 밭쥐류이다. 짧은 귀와 긴 꼬리를 갖고 있다. 몸은 회색빛 갈색 털로 덮여 있으며, 배 쪽은 밝은 회색을 띤다. 몸길이는 약 18cm이고 꼬리 길이는 8cm, 몸무게는 약 50g이다.